# Gerrit Deutschländer
Gerrit Deutschländer (* 1975 in Halle (Saale)) ist ein deutscher Historiker. Er ist am Institut für Landesgeschichte des Landesamtes für Denkmalpflege und Archäologie Sachsen-Anhalt in Halle (Saale) tätig und seit 2023 Mitglied der Historischen Kommission für Sachsen-Anhalt.

## Leben
Deutschländer begann 1994 ein Studium der Geschichte, der Historischen Hilfswissenschaften sowie der Anglistik und Amerikanistik an der Martin-Luther-Universität Halle-Wittenberg und am Trinity College Dublin, das er 2001 mit der Magisterarbeit Zum Entstehungshintergrund städtischer Luxus- und Sittlichkeitsgesetze in Deutschland im Spätmittelalter beendete. Ab 2002 bis 2006 arbeitete er als wissenschaftlicher Mitarbeiter an der Technischen Universität Chemnitz und an der Martin-Luther-Universität Halle-Wittenberg.
2009 wurde Deutschländer an der Universität Halle mit einer Dissertation über die höfische Erziehung im ausgehenden Mittelalter promoviert. Doktorvater war Andreas Ranft. Das Werk wurde 2012 mit dem Titel Dienen lernen, um zu herrschen. Höfische Erziehung im ausgehenden Mittelalter (1450–1550) als 6. Band der Reihe Hallische Beiträge zur Geschichte des Mittelalters und der Frühen Neuzeit im Akademie-Verlag veröffentlicht. Von 2009 bis 2015 war Deutschländer als wissenschaftlicher Mitarbeiter der Professur für Mittelalterliche Geschichte an der Helmut-Schmidt-Universität/Universität der Bundeswehr Hamburg und danach als solcher an der Universität Halle tätig. Im Sommersemester 2020 vertrat er die Stelle von Gabriel Zeilinger an der Professur für Wirtschafts- und Sozialgeschichte der Christian-Albrechts-Universität zu Kiel, während Zeilinger die Professur für niedersächsische Landesgeschichte an der Georg-August-Universität Göttingen vertrat.
Deutschländers Forschungsschwerpunkte sind unter anderem Städtische Konflikte, Hansegeschichte, Geschichtsschreibung im Spätmittelalter, Kommunikation durch Briefe und Bilder, Höfische Kultur, Geschichte Irlands im Mittelalter, aber auch Quelleneditionen. Deutschländer ist Autor und Herausgeber zahlreicher Fachveröffentlichungen. Von 2007 bis 2009 war er Bearbeiter des Urkundenbuchs des Hochstifts Halberstadt und seiner Bischöfe für die Zeit von 1426 bis 1513 aus dem Nachlass von Gustav Schmidt. Der Band, den er im Auftrag der Historischen Kommission für Sachsen-Anhalt bearbeitete, erschien 2015 im Böhlau Verlag. Von 2017 bis 2020 war er in Hamburg als Mitarbeiter an der Erstedition der niederdeutschen Weltchronik des Lübecker Dominikaners Hermann Korner aus dem 15. Jahrhundert beteiligt. Er wurde 2023 Mitglied der Historischen Kommission für Sachsen-Anhalt und arbeitet u. a. in deren Arbeitskreis Mittelalter mit.

## Veröffentlichungen (Auswahl)
- Dienen lernen, um zu herrschen. Höfische Erziehung im ausgehenden Mittelalter (1450–1550). (Dissertationsschrift), Akademie-Verlag, Berlin 2012, ISBN 978-3-05-004911-3.
- Symbolische Interaktion in der Residenzstadt des Spätmittelalters und der Frühen Neuzeit. als Herausgeber, Akademie-Verlag, Berlin 2013, ISBN 978-3-05-004141-4.
- Urkundenbuch des Hochstifts Halberstadt und seiner Bischöfe / Teil 5. (1426–1513). als Bearbeiter, Böhlau, Köln / Weimar / Wien 2015, ISBN 978-3-412-22282-6.
- Eine Lebenswelt im Wandel. Klöster in Stadt und Land. als Herausgeber, Mitteldeutscher Verlag, Halle 2017, ISBN 978-3-95462-883-4.
- Sammeln und Zerstreuen. Bedingungen historischer Überlieferung in Sachsen-Anhalt. als Herausgeber, Mitteldeutscher Verlag, Halle 2021, ISBN 978-3-96311-372-7.
- Halles Ruf. Das Image der Stadt in historischer Perspektive. als Herausgeber, Mitteldeutscher Verlag, Halle 2021, ISBN 978-3-96311-234-8.